# Afrocandezea
Afrocandezea es un género de escarabajos de la familia Chrysomelidae. El género fue descrito científicamente primero por Wagner & Scherz en 2002.

## Especies
- Afrocandezea annikae Scherz & Wagner, 2007
- Afrocandezea christae Scherz & Wagner, 2007
- Afrocandezea femorata (Jacoby, 1895)
- Afrocandezea gyldenstolpei (Weise, 1924)
- Afrocandezea kamerunensis Scherz & Wagner, 2007
- Afrocandezea nigrorubra (Laboissiere, 1940)
- Afrocandezea pallida (Gahan, 1909)
- Afrocandezea rostrata (Laboissiere, 1920)
- Afrocandezea tropica (Weise, 1915)
- Afrocandezea tutseki Wagner & Scherz, 2002
- Afrocandezea vicina (Gahan, 1909)
- Afrocandezea wolfgangi Scherz & Wagner, 2007